# ポインテック
ポインテックは、ドイツの時計メーカーである。主にツェッペリン、ユンカース、アイアンアニー等のブランドを展開している。またこれらのブランド名は、飛行船や戦闘機の名前を使用している。
ポインテック社が展開するブランドの腕時計は品質が良く値段も比較的にお手頃である。
ツェッペリンの時計はスイスのエタやロンダのムーヴメントを中心に採用している。また、当時の飛行船の機体に近い色を出すために特殊な技法で着色されている。